# The Sun Comes Out World Tour
«The Sun Comes Out World Tour» (укр. «Світовий тур «Сходить сонце»») — п'ятий концертний тур колумбійської співачки Шакіри, який проходить з 2010—2011 роках у підтримку альбомів «She Wolf» і «Sale el Sol».

## Список композицій

### Англомовні країни[1][2]
1. «Pienso en Ti»
2. «Why Wait»
3. «Te Dejo Madrid»
4. «Si Te Vas»
5. «Whenever, Wherever» (містить витримки з «Unbelievable»)
6. «Inevitable»
7. «El Nay A'atini Nay»
8. Medley: «Nothing Else Matters» / «Despedida»
9. «Gypsy»
10. «La Tortura»
11. «Ciega, Sordomuda»
12. «Underneath Your Clothes»
13. «Gordita»
14. «Sale el Sol»
15. «Las de la Intuición»
16. «Loca»
17. «She Wolf»
18. «Ojos Así»

Encore
1. «Antes de las Seis»
2. «Hips Don't Lie»
3. «Waka Waka (This Time for Africa)»

### Іспаномовні країни[3]
1. «Pienso en Ti»
2. «Why Wait»
3. «Te Dejo Madrid»
4. «Si Te Vas»
5. «Suerte» (contains excerpts from «Unbelievable»)
6. «Inevitable»
7. «El Nay A'atini Nay»
8. Medley: «Nothing Else Matters» / «Despedida»
9. «Gitana»
10. «La Tortura»
11. «Ciega, Sordomuda»
12. «Underneath Your Clothes»
13. «Gordita»
14. «Sale el Sol»
15. «Las de la Intuición»
16. «Loca»
17. «Loba»
18. «Ojos Así»

Encore
1. «Antes de las Seis»
2. «Hips Don't Lie»
3. «Waka Waka (Esto es África)»

Americas
1. «Pienso en Ti»
2. «Años Luz»
3. «Te Dejo Madrid»
4. «Si Te Vas»
5. «Suerte» (contains excerpts from «Unbelievable»)
6. «Inevitable»
7. «El Nay A'atini Nay»
8. Medley: «Nothing Else Matters» / «Despedida»
9. «Gitana»
10. «La Tortura»
11. «Ciega, Sordomuda»
12. «Underneath Your Clothes»
13. «Gordita»
14. «Sale el Sol»
15. «Las de la Intuición»
16. «Loca»
17. «Loba»
18. «Ojos Así»

Encore
1. «Antes De Las Seis»
2. «Hips Don't Lie»
3. «Waka Waka (Esto es África)»

## Дати
| Дата              | Місто                   | Країна                   |
| ----------------- | ----------------------- | ------------------------ |
| Північна Америка  |                         |                          |
| 15 вересня 2010   | Монреаль                | Канада                   |
| 17 вересня 2010   | Монтвіль                | США                      |
| 18 вересня 2010   | Атлантик-Сіті           | США                      |
| 21 вересня 2010   | Нью-Йорк                | США                      |
| 25 вересня 2010   | Sunrise                 | США                      |
| 27 вересня 2010   | Маямі                   | США                      |
| 28 вересня 2010   | Орландо                 | США                      |
| 1 жовтня 2010     | Даллас                  | США                      |
| 2 жовтня 2010     | Сан-Антоніо             | США                      |
| 5 жовтня 2010     | Корпус-Крісті           | США                      |
| 6 жовтня 2010     | Ларедо                  | США                      |
| 8 жовтня 2010     | Х'юстон                 | США                      |
| 9 жовтня 2010     | Ідальго                 | США                      |
| 12 жовтня 2010    | Ель-Пасо                | США                      |
| 13 жовтня 2010    | Ель-Пасо                | США                      |
| October 15, 2010  | Сан-Дієго               | США                      |
| 16 жовтня 2010    | Лас-Вегас               | США                      |
| 19 жовтня 2010    | Сакраменто              | США                      |
| 20 жовтня 2010    | Санта-Барбара           | США                      |
| 22 жовтня 2010    | Окленд                  | США                      |
| 23 жовтня 2010    | Лос-Анджелес            | США                      |
| 25 жовтня 2010    | Анахайм                 | США                      |
| 26 жовтня 2010    | Індіо                   | США                      |
| 29 жовтня 2010    | Чикаго                  | США                      |
| Європа            |                         |                          |
| 16 листопада 2010 | Ліон                    | Франція                  |
| 17 листопада 2010 | Цюрих                   | Швейцарія                |
| 19 листопада 2010 | Мадрид                  | Іспанія                  |
| 21 листопада 2010 | Лісабон                 | Португалія               |
| 23 листопада 2010 | Більбао                 | Іспанія                  |
| 24 листопада 2010 | Барселона               | Іспанія                  |
| 26 листопада 2010 | Монпельє                | Франція                  |
| 27 листопада 2010 | Турин                   | Італія                   |
| 29 листопада 2010 | Женева                  | Швейцарія                |
| 1 грудня 2010     | Роттердам               | Нідерланди               |
| 3 грудня 2010     | Мюнхен                  | Німеччина                |
| 5 грудня 2010     | Мец                     | Франція                  |
| 6 грудня 2010     | Париж                   | Франція                  |
| 9 грудня 2010     | Берлін                  | Німеччина                |
| 11 грудня 2010    | Кельн                   | Німеччина                |
| 12 грудня 2010    | Антверпен               | Бельгія                  |
| 14 грудня 2010    | Манчестер               | Велика Британія          |
| 16 грудня 2010    | Дублін                  | Ірландія                 |
| 17 грудня 2010    | Белфаст                 | Північна Ірландія        |
| 19 грудня 2010    | Глазго                  | Велика Британія          |
| 20 грудня 2010    | Лондон                  | Велика Британія          |
| Південна Америка  |                         |                          |
| 1 березня 2011    | Сальта                  | Аргентина                |
| 3 березня 2011    | Кордова                 | Аргентина                |
| 5 березня 2011    | Буенос-Айрес            | Аргентина                |
| 6 березня 2011    | Пунта-дель-Есте         | Уругвай                  |
| 8 березня 2011    | Асунсьйон               | Парагвай                 |
| 10 березня 2011   | Сантьяго                | Чилі                     |
| 12 березня 2011   | Богота                  | Колумбія                 |
| 15 березня 2011   | Порту-Алегрі            | Бразилія                 |
| 19 березня 2011   | Сан-Паулу               | Бразилія                 |
| 21 березня 2011   | Санта-Крус-де-ла-Сьєрра | Болівія                  |
| 24 березня 2011   | Бразиліа                | Бразилія                 |
| 25 березня 2011   | Ліма                    | Перу                     |
| 27 березня 2011   | Каракас                 | Венесуела                |
| 30 березня 2011   | Санто-Домінго           | Домініканська Республіка |
| Північна Америка  |                         |                          |
| 2 квітня 2011     | Мехіко                  | Мексика                  |
| 3 квітня 2011     | Мехіко                  | Мексика                  |
| 5 квітня 2011     | Гвадалахара             | Мексика                  |
| 7 квітня 2011     | Монтеррей               | Мексика                  |
| 9 квітня 2011     | Гватемала               | Гватемала                |
| 10 квітня 2011    | Сан-Хосе                | Коста-Рика               |
| 12 квітня 2011    | Панама                  | Панама                   |
| Азія              |                         |                          |
| 29 квітня 2011    | Абу-Дабі                | ОАЕ                      |
| Європа            |                         |                          |
| 2 травня 2011     | Болонья                 | Італія                   |
| 3 травня 2011     | Мілан                   | Італія                   |
| 5 травня 2011     | Будапешт                | Угорщина                 |
| 7 травня 2011     | Бухарест                | Румунія                  |
| 9 травня 2011     | Белград                 | Сербія                   |
| 10 травня 2011    | Загреб                  | Хорватія                 |
| 14 травня 2011    | Манхейм                 | Німеччина                |
| 15 травня 2011    | Менхенгладбах           | Німеччина                |
| 17 травня 2011    | Лодзь                   | Польща                   |
| 19 травня 2011    | Мінськ                  | Білорусь                 |
| 22 травня 2011    | Санкт-Петербург         | Росія                    |
| 24 травня 2011    | Москва                  | Росія                    |
| Азія              |                         |                          |
| 26 травня 2011    | Бейрут                  | Ліван                    |
| Африка            |                         |                          |
| 28 травня 2011    | Рабат                   | Марокко                  |
| Європа            |                         |                          |
| 29 травня 2011    | Барселона               | Іспанія                  |
| 30 травня 2011    | Валенсія                | Іспанія                  |
| 1 червня 2011     | Альмерія                | Іспанія                  |
| 3 червня 2011     | Мадрид                  | Іспанія                  |
| 4 червня 2011     | Більбао                 | Іспанія                  |
| 5 червня 2011     | Ніцца                   | Франція                  |
| 7 червня 2011     | Женева                  | Швейцарія                |
| 8 червня 2011     | Цюрих                   | Швейцарія                |
| 10 червня 2011    | Грац                    | Австрія                  |
| 11 червня 2011    | Франкфурт-на-Майні      | Germany                  |
| 13 червня 2011    | Париж                   | Франція                  |
| 14 червня 2011    | Париж                   | Франція                  |
| Північна Америка  |                         |                          |
| 15 липня 2011     | Канкун                  | Мексика                  |
| 16 липня 2011     | Меріда                  | Мексика                  |
| 19 липня 2011     | Вільяермоса             | Мексика                  |
| 22 липня 2011     | Тустла-Гутьєррес        | Мексика                  |
| 24 липня 2011     | Пуебла                  | Мексика                  |
| 28 липня 2011     | Ермосійо                | Мексика                  |
| 4 серпня 2011     | Тіхуана                 | Мексика                  |
| 5 серпня 2011     | Мехікалі                | Мексика                  |
| Європа            |                         |                          |
| 16 серпня 2011    | Приштина                | Косово                   |
| Південна Америка  |                         |                          |
| 30 вересня 2011   | Ріо-де-Жанейро          | Бразилія                 |